# Tommy Lee
Tommy Lee, właśc. Thomas Lee Bass (ur. 3 października 1962 w Atenach) – amerykański perkusista, występował w glam metalowym zespole Mötley Crüe, którego członkiem był w latach 1981–1999 i 2004–2015. Od roku 1999 działa w ramach autorskiego projektu Methods of Mayhem, a od roku 2002 prowadzi także solową działalność artystyczną.
W 2002 został umieszczony na pięćdziesiątym miejscu na liście 50. największych gwiazd branży porno wszech czasów przez periodyk Adult Video News.

## Życiorys

### Wczesne lata
Lee urodził się w Atenach, w Grecji jako syn Vassiliki Papadimitriou (Βασιλική Παπαδημητρίου), Miss Grecji 1957, i Davida Olivera Bassa, amerykańskiego żołnierza. Miał młodszą siostrę Athenę Lee. Kiedy miał zaledwie rok, rodzina przeniosła się do West Covina, w stanie Kalifornia. W wieku czterech lat po raz pierwszy otrzymał bęben. Mając 10 lat uczył się grać na akordeonie. Opanował też grę na pianinie. Uczęszczał do Royal Oak High School, a następnie kontynuował naukę w South Hills High School. Swój pierwszy zestaw perkusyjny zdobył kiedy był nastolatkiem. Był bardzo inspirowany przez takie zespoły jak Queen, Kiss, Judas Priest i Led Zeppelin. Był również pod wpływem dzieł perkusisty Petera Crissa. Rzucił szkołę, aby rozpocząć karierę w muzyce rockowej.

### Kariera
Tommy Lee grał w Mötley Crüe od początku istnienia zespołu (1981) aż do 1999, kiedy to odszedł by rozpocząć karierę solową. Jednak w grudniu 2004 wszyscy oryginalni członkowie Mötley Crüe (w tym Tommy) zebrali się i wyruszyli w trasę koncertową.
W 2006 roku muzyk wziął udział w reality show Rock Star: Supernova emitowanym na antenie stacji telewizyjnej CBS. Lee wraz z uczestnikami audycji gitarzystą Gilby Clarkiem, basistą Jasonem Newstedem, wokalistą i gitarzystą Lukasem Rossim utworzył zespół pod nazwą Rock Star Supernova. Muzyk nagrał wraz z grupą jedyny album tejże formacji – Rock Star Supernova, który trafił do sprzedaży w 2006 roku. Dwa lata później grupa została rozwiązana.

## Życie prywatne
Spotykał się z Lisą (1980-82), Vicky Frontiere (1980) i Laurą Livingston (1981). W marcu 1982 poznał Elaine Margaret Starchuk, z którą się ożenił 24 listopada 1984, a siedem miesięcy później rozwiódł się – w maju 1985. Był także związany z aktorką i modelką Tawny Kitaen (1985). W 1985 poznał Heather Locklear, znaną ze szklanego ekranu jako Sammy Jo z opery mydlanej ABC Dynastia (Dynasty). Wzięli ślub 10 maja 1986. Jednak Heather Locklear zostawiła go, kiedy ją zdradził z gwiazdą porno – Debi Diamond na planie filmu kręconego przez przyjaciela Tommy’ego – Rona Jeremy’ego. 16 sierpnia 1993 doszło do rozwodu.  Romansował z modelką i aktorką Jessicą Hahn (1988), Jamie Ellen (1988), Cher (1988) i Bobbie Brown (1994).
19 lutego 1995 roku, po zaledwie czterech dniach znajomości ożenił się z Pamelą Anderson, kanadyjską modelką i aktorką, której popularność przyniósł serial NBC Słoneczny patrol (Baywatch), z którą ma dwóch synów, Brandona Thomasa (ur. 6 czerwca 1996) i Dylana Jaggera (ur. 29 grudnia 1997). Jedna z ich prywatnych taśm wideo z zapisem ich aktów seksualnych została skradziona w 1997 i opublikowana w internecie, Pam & Tommy Lee: Stolen Honeymoon (1998) był nr 1 wideo dla dorosłych w sprzedaży. W natychmiastowej reakcji, Pamela Anderson pozwała do sądu firmę, która rozprowadzała nagranie. Na rzecz małżeństwa zasądzono kwotę w wysokości półtora miliona dolarów wraz z opłatą adwokacką z tytułu zysków ze sprzedaży filmu. Zanim para na dobre zerwała ze sobą kontakty, Anderson dwukrotnie wnosiła pozew o rozwód i tyle samo razy z Tommym się schodziła. Później Lee spędził 4 miesiące w więzieniu w wyniku wyroku za pobicie żony. 28 lutego 1998 rozwiedli się.
Lee romansował z Jenną Jameson (1998), Carmen Electrą (1999), Brandi Brandt (2000), prezenterką sportową Kimberly Pressler (2000), tancerką Mayte Garcia (2001–2003), Blu Cantrell (2003), Pink (2003), Liv Ashley (2004), Roxaną Shirazi (2004), Naomi Campbell (2004), Jesse Jane (2004), Sophią Rossi (2005), Tarą Reid (2005), Vanessą Marrą (2006), Erin Naas (2006), Stefani Morgan (2006), Kimberly Stewart (2007), Daisy De La Hoyą (2008), Shauną Sand (2008), Ają Rock (2008) i Victorią Silvstedt (2009). Od roku 2009 związał się z Sofią Toufa. 24 lutego 2014 roku para zaręczyła się. W 2017 związał się z internetowa gwiazdką z Los Angeles – o 24 lata młodszą Brittany Furlan.

## Dyskografia
Albumy solowe
| Never a Dull Moment         | - Data: 21 maja 2002 - Wydawca: MCA Records   | 62 |
| Tommyland: The Ride         | - Data: 9 sierpnia 2005 - Wydawca: TL Records | 39 |
| „—” album nie był notowany. |                                               |    |

Single
| "Good Times"                 | 2005 | 95 | 82 | Tommyland: The Ride |
| „—” singel nie był notowany. |      |    |    |                     |

## Filmografia
| Rok  | Tytuł                                                   | Rola                 | Reżyser                      |
| ---- | ------------------------------------------------------- | -------------------- | ---------------------------- |
| 2002 | Playboy: Inside the Playboy Mansion (film dokumentalny) | w roli samego siebie | Edith Becker, Kevin Burns    |
| 2005 | Peace, Love & Bikinis! (film dokumentalny)              | w roli samego siebie | Jane S. Linter               |
| 2009 | Dear Jack (film dokumentalny)                           | w roli samego siebie | Joshua Morrisroe, Corey Moss |
| 2011 | God Bless Ozzy Osbourne (film dokumentalny)             | w roli samego siebie | Mike Fleiss, Mike Piscitelli |
| 2012 | Sunset Strip (film dokumentalny)                        | w roli samego siebie | Hans Fjellestad              |

## Publikacje
- Tommy Lee, Anthony Bozza, Tommyland, Atria Books, 2005, ISBN 978-0-7434-8344-5